# Dragueurs de mines belges de type MSI
Les dragueurs de mines belges de type MSI sont  des dragueurs de mines de petits fonds de la Force navale belge construits en Belgique sur le chantier Mercantile Marine Yard de Kruibeke.

## Service
Les dragueurs de mines de type MSI se différencient des dragueurs côtiers de type MSC (Mine Sweeper Coastal) et des dragueurs de mines océaniques de type MSO (Mine Sweeper Ocean) par le fait de travailler en eau peu profonde (4 à 10 mètres maxi) dans les ports, chenaux d'accès, canaux et voies fluviales.

En 1972, les M471, M472 et M478 ont été modifiés en RDS (Ready Duty Ship) : garde-pêche, lutte contre la pollution par hydrocarbures et patrouille.

## Conception
Les MSI sont fabriqués en coque bois et les équipements métalliques sont a-magnétiques...

### Moyens techniques
Dragage des mines :
- drague mécanique : Oropesa - cisaille mécanique ou explosives
- drague magnétique: L ou LL
- drague acoustique: marteau 4 (v)ou 6 (b)& G.B.T.

## Les unités
| Nom  | Ville marraine | Mis sur cale     | Armement          | Fin de carrière                     | photo |
| ---- | -------------- | ---------------- | ----------------- | ----------------------------------- | ----- |
| M470 | Tamise         | 6 août 1956      | janvier 1958      | vendu en Corée du Sud (1970)        |       |
| M471 | Hasselt        | 17 novembre 1956 | 24 avril 1958     | retiré du service en 1986           |       |
| M472 | Courtrai       | 16 mars 1957     | 13 juin 1958      | retiré du service en 1989           |       |
| M473 | Lokeren        | 18 mai 1957      | 8 août 1958       | retiré du service en 1987           |       |
| M474 | Turnhout       | 7 septembre 1957 | 29 septembre 1958 | retiré du service en 1991           |       |
| M475 | Tongres        | 16 novembre 1957 | 9 décembre 1958   | retiré du service en 1991           |       |
| M476 | Merksem        | 5 avril 1958     | 6 février 1959    | retiré du service en 1992           |       |
| M477 | Audenarde      | 3 mai 1958       | 25 avril 1959     | retiré du service en 1989           |       |
| M478 | Herstal        | 6 août 1957      | 14 octobre 1957   | retiré du service en 1991           |       |
| M479 | Huy            | 16 novembre 1956 | 24 mars 1958      | retiré du service en 1990           |       |
| M480 | Seraing        | 16 mars 1957     | 13 juin 1958      | retiré du service en 1990           |       |
| M481 | Tournai        | 18 mai 1956      | juillet 1958      | vendu en Corée du Sud (1970)        |       |
| M482 | Visé           | 9 septembre 1957 | 11 septembre 1958 | retiré du service en 1992           |       |
| M483 | Ougrée         | 16 novembre 1957 | 9 décembre 1958   | vendu à R. Putters (Anvers) en 1992 |       |
| M484 | Dinant         | 5 avril 1958     | 14 janvier 1959   | retiré du service en 1992           |       |
| M485 | Andenne        | 3 mai 1958       | 25 avril 1959     | vendu en 1992                       |       |